# David Arato
Dávid Arató (* 9. März 1979) ist ein ehemaliger ungarischer Radrennfahrer und nationaler Meister im Radsport.

## Sportliche Laufbahn
Arató begann mit dem Radsport im Verein Szekszárdi KSC. 1999 wechselte er nach Italien zum Verein S.C. Padovani und gewann ein Straßenrennen in Italien. 1998, 1999 und 2002 wurde er Dritter der nationalen Meisterschaft im Straßenrennen.
1999 und 2000 fuhr er im italienischen Radsportteam De Nardi-Pasta Montegrappa-Eta. Den Grand Prix Cycliste de Gemenc gewann er 2001 und 2002 mit einem Etappensieg vor Róbert Glajza. In Italien war er im Eintagesrennen Medaglia d'Oro GS Villorba erfolgreich. 2001 gewann er die nationale Meisterschaft im Straßenrennen in der U23-Kategorie.